# 巴特多伯兰
巴特多伯兰（德語：Bad Doberan，發音：[baːt dobəˈʁaːn] ⓘ）是德国梅克伦堡-前波美拉尼亚州罗斯托克县的城市，曾是巴特多伯兰县的县治，面积32.85平方千米，2023年12月31日人口为13,105人。